# Rue du Bâtonnier-Guinaudeau
La rue du Bâtonnier-Guinaudeau est une voie de Nantes, en France.

## Situation et accès
Située dans le centre-ville de Nantes, la rue du Bâtonnier-Guinaudeau, qui relie la rue Flandres-Dunkerque-40 (dans le prolongement de la rue Maurice-Sibille) au quai de la Fosse (en longeant la place du Commandant-Jean-L'Herminier), est bitumée et ouverte à la circulation automobile.

## Origine du nom
d'Yves Guinaudeau, avocat, bâtonnier au barreau de Nantes, qui fut également conseiller municipal à Nantes dans les années 1930.

## Historique
Dès 1853, le prolongement vers le quai de la Fosse est projeté. Bien que des procédures d'expropriation aient été engagées au début des années 1940, il ne sera réalisé qu'après la Seconde Guerre mondiale, au cours de laquelle le quartier a été endommagé lors des bombardements de 1943.
D'abord nommée « rue Maurice-Sibille prolongée », la voie prend le nom de « rue du Bâtonnier-Guinaudeau », le 18 mars 1958. 